# Арчибалд Макмърдо
Арчибалд Макмърдо (на английски: Archibald McMurdo, 24 септември 1812 – 11 декември 1875 г.) е британски военноморски офицер, на чието име са кръстени редица антарктически географски обекти: пролив, залив, антарктическа станция, ледник, област и шосе.

## Биография
Макмърдо влиза в кралската военноморска флота на 6 октомври 1824 г., когато е на 12-годишна възраст. Той достига званията лейтенант през 1836 г., командир през 1843 г., капитан през 1851 г., вицеадмирал през 1873 г.
Кариерата му включва две изследователски експедиции като лейтенант на борда на Кралския морски съд „Терор“. По време на първата от 23 ноември 1836 г. до 1837 г. той достига северно от залива Хъдсън под командването на Джордж Бак. Втората експедиция е до Антарктида от август 1839 г. до август 1842 г. и е под командването на Франсис Роудън Мойра Крозиър. Експедицията е проведена заедно с Кралския морски съд „Еребус“ на капитан Джеймс Кларк Рос. Тогава е бил открит (1941 г.) и заливът Макмърдо.
През 1846 г. Макмърдо достигна до командирски пост на Кралския морски съд „Съревнование“, в рамките на експедиция до на брега на Западна Африка.
Той се оттегля от служба като вицеадмирал.
Арчибалд Макмърдо е починал в град Трокиър, Киркъдбрайтшиър в Шотландия на 11 декември 1875 г.